# Поправка Йейтса
Поправка Йейтса — поправка, применяемая в некоторых задачах математической статистики (например, в задачах о стохастической независимости) и позволяющая иногда улучшить результаты, полученные с помощью обычных таблиц распределения χ2. Предложена Фрэнком Йейтсом.